# Paradoxophyla
Az Paradoxophyla a kétéltűek (Amphibia) osztályába, valamint a békák (Anura) rendjébe és a szűkszájúbéka-félék (Microhylidae) családjába tartozó nem.

## Előfordulása
A nembe tartozó fajok Madagaszkár endemikus fajai.

## Rendszerezés
A nembe az alábbi fajok tartoznak:
- Paradoxophyla palmata (Guibé, 1974)
- Paradoxophyla tiarano Andreone, Aprea, Odierna, & Vences, 2006